# Èrix (mitologia)
Segons la mitologia grega, Èrix (en grec antic: Έρυξ), rei dels elimis, fou un heroi que va fundar la ciutat siciliana d'Èrix, famosa pel santuari d'Afrodita que hi havia al seu cim.
Era fill de Butes l'argonauta, que va ser raptat per la deessa quan estava a punt de sucumbir al cant de les sirenes, en un moment en què volien interceptar el viatge dels argonautes. Hi ha autors que diuen que Èrix és fill d'Afrodita i Posidó, i, segons altres versions, el seu pare Butes no és considerat un argonauta, sinó un rei indígena de Sicília. Hom li atribueix la construcció del temple d'Afrodita al cim d'Èrix.
Èrix era molt fort i expert en pugilat. Quan Hèracles tornava de robar els ramats de Geríon i passà per Sicília, Èrix el va desafiar a un combat, atès que volia prendre-li el bestiar. Hèracles acceptà el combat i el va matar. Però Hèracles no es quedà amb el regne, sinó que el donà als habitants del país, tot dient que un dels seus descendents tornaria per reclamar-lo. El lacedemoni Dorieu, quan va arribar a Sicília per fundar-hi una colònia, esgrimí precisament aquest argument per reclamar el territori, atès que els lacedemonis es consideraven heraclides.